# SH3BP5
SH3BP5‏ (SH3 domain binding protein 5) هوَ بروتين يُشَفر بواسطة جين SH3BP5 في الإنسان.